# 872
Раннє Середньовіччя •  Епоха вікінгів •  Золота доба ісламу •  Реконкіста

## Геополітична ситуація
У Візантії триває правління Василя I Македонянина. Володіння Каролінгів розділені на Західно-Франкське королівство, Східно-франкське королівство, Італію. Північ Італії належить Італійському королівству, Рим і Равенна під управлінням Папи Римського, герцогства на південь від Римської області незалежні, деякі області на півночі та на півдні належать Візантії. Піренейський півострів окрім Королівства Астурія та Іспанської марки займає Кордовський емірат. Північну частину Англії захопили дани, на півдні править Вессекс. Існують слов'янські держави: Перше Болгарське царство, Велика Моравія.
Аббасидський халіфат очолив аль-Мутамід. У Китаї править династія Тан. Значними державами Індії є Пала, Пратіхара, Чола. В Японії триває період Хей'ан. Хозарський каганат підпорядкував собі кочові народи на великій степовій території між Азовським морем та Аралом. Територію на північ від Китаю захопили єнісейські киргизи.
На території лісостепової України в IX столітті літописці згадують слов'янські племена білих хорватів, бужан, волинян, деревлян, дулібів, полян, сіверян, тиверців, уличів. У Північному Причорномор'ї співіснують різні кочові племена, зокрема булгари, хозари, алани, тюрки, угри, кримські готи. Херсонес Таврійський належить Візантії. У Києві правлять Аскольд і Дір.

## Події
- Гаральд Прекрасноволосий здобув перемогу в битві біля Гафрсфйорду і став королем Норвегії.
- Гасконь стала незалежним королівством.
- В Толедо спалахнуло повстання проти Омейядського правління через етнічний конфлікт між муваладами та арабською елітою.
- Розпочався понтифікат Івана VIII.
- Візантійський василевс Василь Македонянин перейшов у наступ у війні з павликіанами.
- Засноване каталонське графство Пальярс.